# Basketball-Weltmeisterschaft 1994
Die 12. Basketball-Weltmeisterschaft der Herren fand vom 4. bis 14. August 1994 in Toronto und Hamilton in der kanadischen Provinz Ontario statt. Ursprünglich sollte sie im jugoslawischen Belgrad stattfinden, wurde aber aufgrund der Balkankriege verlegt. Das „Dream Team II“ der Vereinigten Staaten unter Trainer Don Nelson besiegte Russland im Finale souverän mit 137:91 und wurde ungeschlagen Weltmeister. Das Spiel fand vor 32.616 Zuschauern im SkyDome von Toronto statt.

## Austragungsorte
Für die Partien der Weltmeisterschaft wurden drei Spielstätten in Toronto und dem nahegelegenen Hamilton in der Provinz Ontario ausgewählt. In das Mehrzweckstadion SkyDome mit schließbarer Dachkuppel und damals über 50.000 Plätzen wurde ein Basketballspielfeld installiert. Der Maple Leaf Gardens war von der Eröffnung 1931 bis 1999 die Heimat des Eishockeyteams der Toronto Maple Leafs aus der National Hockey League (NHL). Das Copps Coliseum von 1985 war und ist hauptsächlich Spielort verschiedener Eishockeymannschaften der Ontario Hockey League (OHL) und American Hockey League (AHL) aus Hamilton.
| Toronto |

| Hamilton |

| Toronto |

| Hamilton |

## Qualifikation
| Teilnehmer          | Qualifiziert über …          | Ort                        | Zeitpunkt               |
| ------------------- | ---------------------------- | -------------------------- | ----------------------- |
| Kanada              | Gastgeber                    | –                          | –                       |
| Vereinigte Staaten  | Olympische Sommerspiele 1992 | Barcelona                  | 26. Juli – 8. Aug. 1992 |
| Australien          | Ozeanienmeisterschaft 1993   | Auckland                   | 7.–10. Juni 1993        |
| Deutschland         | Europameisterschaft 1993     | Berlin, Karlsruhe, München | 22. Juni – 4. Juli 1993 |
| Russland            | Europameisterschaft 1993     | Berlin, Karlsruhe, München | 22. Juni – 4. Juli 1993 |
| Kroatien            | Europameisterschaft 1993     | Berlin, Karlsruhe, München | 22. Juni – 4. Juli 1993 |
| Griechenland        | Europameisterschaft 1993     | Berlin, Karlsruhe, München | 22. Juni – 4. Juli 1993 |
| Spanien             | Europameisterschaft 1993     | Berlin, Karlsruhe, München | 22. Juni – 4. Juli 1993 |
| Puerto Rico         | Torneo de las Américas 1993  | San Juan                   | 28. Aug. – 5. Sep. 1993 |
| Argentinien         | Torneo de las Américas 1993  | San Juan                   | 28. Aug. – 5. Sep. 1993 |
| Brasilien           | Torneo de las Américas 1993  | San Juan                   | 28. Aug. – 5. Sep. 1993 |
| Kuba                | Torneo de las Américas 1993  | San Juan                   | 28. Aug. – 5. Sep. 1993 |
| Angola              | Afrikameisterschaft 1993     | Nairobi                    | 18.–28. Sep. 1993       |
| Ägypten             | Afrikameisterschaft 1993     | Nairobi                    | 18.–28. Sep. 1993       |
| Volksrepublik China | Asienmeisterschaft 1993      | Jakarta                    | 12.–21. Nov. 1993       |
| Südkorea 3          | Asienmeisterschaft 1993      | Jakarta                    | 12.–21. Nov. 1993       |

## Vorrunde

### Gruppe A
Die grün unterlegten Mannschaften zogen in das Viertelfinale ein. Die beiden anderen Teams spielten in der Runde um die Plätze 9 bis 16.
| Platz | Team                | S | G | V | Körbe   | Punkte | Diff. |
| ----- | ------------------- | - | - | - | ------- | ------ | ----- |
| 1     | Vereinigte Staaten  | 3 | 3 | 0 | 352:259 | 6      | +93   |
| 2     | Volksrepublik China | 3 | 2 | 1 | 252:301 | 5      | +49   |
| 3     | Spanien             | 3 | 1 | 2 | 214:226 | 4      | −12   |
| 4     | Brasilien           | 3 | 0 | 3 | 234:257 | 3      | −23   |

| Datum              | Spielort       | Team 1              | Team 2              | 1. H. | 2. H. | OT    | Ergebnis |
| ------------------ | -------------- | ------------------- | ------------------- | ----- | ----- | ----- | -------- |
| Do. 4. August 1994 | Copps Coliseum | Volksrepublik China | Brasilien           | 38:30 | 39:47 | 20:16 | 97:93    |
| Do. 4. August 1994 | Copps Coliseum | Vereinigte Staaten  | Spanien             | 59:51 | 56:49 | —     | 115:100  |
| Fr. 5. August 1994 | Copps Coliseum | Brasilien           | Spanien             | 36:30 | 31:43 | —     | 67:73    |
| Fr. 5. August 1994 | Copps Coliseum | Vereinigte Staaten  | Volksrepublik China | 71:38 | 61:39 | —     | 132:77   |
| So. 7. August 1994 | Copps Coliseum | Spanien             | Volksrepublik China | 46:31 | 30:47 | —     | 76:78    |
| So. 7. August 1994 | Copps Coliseum | Vereinigte Staaten  | Brasilien           | 48:36 | 57:46 | —     | 105:82   |

### Gruppe B
Die grün unterlegten Mannschaften zogen in das Viertelfinale ein. Die beiden anderen Teams spielten in der Runde um die Plätze 9 bis 16.
| Platz | Team       | S | G | V | Körbe   | Punkte | Diff. |
| ----- | ---------- | - | - | - | ------- | ------ | ----- |
| 1     | Kroatien   | 3 | 3 | 0 | 272:187 | 6      | +85   |
| 2     | Australien | 3 | 2 | 1 | 249:255 | 5      | −6    |
| 3     | Kuba       | 3 | 1 | 2 | 244:257 | 4      | −13   |
| 4     | Südkorea   | 3 | 0 | 3 | 217:283 | 3      | −66   |

| Datum              | Spielort           | Team 1     | Team 2     | 1. H. | 2. H. | OT | Ergebnis |
| ------------------ | ------------------ | ---------- | ---------- | ----- | ----- | -- | -------- |
| Do. 4. August 1994 | Copps Coliseum     | Kroatien   | Kuba       | 45:27 | 28:41 | —  | 87:85    |
| Do. 4. August 1994 | Copps Coliseum     | Australien | Südkorea   | 59:44 | 28:41 | —  | 87:85    |
| Fr. 5. August 1994 | Maple Leaf Gardens | Kroatien   | Südkorea   | 52:30 | 52:23 | —  | 104:53   |
| Fr. 5. August 1994 | Maple Leaf Gardens | Kuba       | Australien | 42:42 | 45:51 | —  | 87:93    |
| Sa. 6. August 1994 | Maple Leaf Gardens | Kuba       | Südkorea   | 46:44 | 46:35 | —  | 92:79    |
| Sa. 6. August 1994 | Maple Leaf Gardens | Kroatien   | Australien | 43:39 | 40:30 | —  | 83:69    |

### Gruppe C
Die grün unterlegten Mannschaften zogen in das Viertelfinale ein. Die beiden anderen Teams spielten in der Runde um die Plätze 9 bis 16.
| Platz | Team        | S | G | V | Körbe   | Punkte | Diff. |
| ----- | ----------- | - | - | - | ------- | ------ | ----- |
| 1     | Russland    | 3 | 3 | 0 | 251:187 | 6      | +64   |
| 2     | Kanada      | 3 | 2 | 1 | 240:198 | 5      | +42   |
| 3     | Argentinien | 3 | 1 | 2 | 204:234 | 4      | −30   |
| 4     | Angola      | 3 | 0 | 3 | 168:244 | 3      | −76   |

| Datum              | Spielort           | Team 1      | Team 2      | 1. H. | 2. H. | OT | Ergebnis |
| ------------------ | ------------------ | ----------- | ----------- | ----- | ----- | -- | -------- |
| Do. 4. August 1994 | Maple Leaf Gardens | Kanada      | Angola      | 39:30 | 44:22 | —  | 83:52    |
| Do. 4. August 1994 | Maple Leaf Gardens | Russland    | Argentinien | 48:31 | 36:33 | —  | 84:64    |
| Fr. 5. August 1994 | Maple Leaf Gardens | Kanada      | Argentinien | 30:30 | 61:43 | —  | 91:73    |
| Fr. 5. August 1994 | Maple Leaf Gardens | Russland    | Angola      | 46:21 | 48:36 | —  | 94:57    |
| Sa. 6. August 1994 | Copps Coliseum     | Argentinien | Angola      | 36:34 | 31:25 | —  | 67:59    |
| Sa. 6. August 1994 | Copps Coliseum     | Russland    | Kanada      | 36:41 | 37:25 | —  | 73:66    |

### Gruppe D
Die grün unterlegten Mannschaften zogen in das Viertelfinale ein. Die beiden anderen Teams spielten in der Runde um die Plätze 9 bis 16.
| Platz | Team           | S | G | V | Körbe   | Punkte | Diff. |
| ----- | -------------- | - | - | - | ------- | ------ | ----- |
| 1     | Griechenland 1 | 3 | 2 | 1 | 201:183 | 5      | +18   |
| 2     | Puerto Rico 1  | 3 | 2 | 1 | 248:219 | 5      | +29   |
| 3     | Deutschland 1  | 3 | 2 | 1 | 217:198 | 5      | +19   |
| 4     | Ägypten        | 3 | 0 | 3 | 168:244 | 3      | −76   |

| Datum              | Spielort           | Team 1       | Team 2       | 1. H. | 2. H. | OT | Ergebnis |
| ------------------ | ------------------ | ------------ | ------------ | ----- | ----- | -- | -------- |
| Do. 4. August 1994 | Maple Leaf Gardens | Puerto Rico  | Ägypten      | 48:35 | 54:39 | —  | 102:74   |
| Do. 4. August 1994 | Maple Leaf Gardens | Griechenland | Deutschland  | 31:35 | 37:23 | —  | 68:58    |
| Fr. 5. August 1994 | Copps Coliseum     | Griechenland | Ägypten      | 37:28 | 32:25 | —  | 69:53    |
| Fr. 5. August 1994 | Copps Coliseum     | Puerto Rico  | Deutschland  | 41:42 | 33:39 | —  | 74:81    |
| So. 7. August 1994 | Maple Leaf Gardens | Puerto Rico  | Griechenland | 35:39 | 37:25 | —  | 72:64    |
| So. 7. August 1994 | Maple Leaf Gardens | Deutschland  | Ägypten      | 39:28 | 39:28 | —  | 78:56    |

## Viertelfinalrunde

### Gruppe I
Die grün unterlegten Mannschaften zogen in das Halbfinale ein. Die beiden anderen Teams spielten in der Runde um die Plätze 5 bis 8.
| Platz | Team               | S | G | V | Körbe   | Punkte | Diff. |
| ----- | ------------------ | - | - | - | ------- | ------ | ----- |
| 1     | Vereinigte Staaten | 3 | 3 | 0 | 375:251 | 6      | +124  |
| 2     | Russland           | 3 | 2 | 1 | 298:272 | 5      | +26   |
| 3     | Australien         | 3 | 1 | 2 | 244:314 | 4      | −70   |
| 4     | Puerto Rico        | 3 | 0 | 3 | 249:329 | 3      | −80   |

| Datum               | Spielort           | Team 1             | Team 2             | 1. H. | 2. H. | OT | Ergebnis |
| ------------------- | ------------------ | ------------------ | ------------------ | ----- | ----- | -- | -------- |
| Di. 9. August 1994  | Maple Leaf Gardens | Russland           | Puerto Rico        | 51:47 | 50:38 | —  | 101:85   |
| Di. 9. August 1994  | Maple Leaf Gardens | Vereinigte Staaten | Australien         | 62:48 | 68:26 | —  | 130:74   |
| Mi. 10. August 1994 | Maple Leaf Gardens | Australien         | Russland           | 30:55 | 46:48 | —  | 76:103   |
| Mi. 10. August 1994 | Maple Leaf Gardens | Puerto Rico        | Vereinigte Staaten | 25:62 | 58:72 | —  | 83:134   |
| Do. 11. August 1994 | Maple Leaf Gardens | Australien         | Puerto Rico        | 51:41 | 43:40 | —  | 94:81    |
| Fr. 12. August 1994 | Maple Leaf Gardens | Vereinigte Staaten | Russland           | 52:44 | 59:50 | —  | 111:94   |

### Gruppe II
Die grün unterlegten Mannschaften zogen in das Halbfinale ein. Die beiden anderen Teams spielten in der Runde um die Plätze 5 bis 8.
| Platz | Team                | S | G | V | Körbe   | Punkte | Diff. |
| ----- | ------------------- | - | - | - | ------- | ------ | ----- |
| 1     | Kroatien            | 3 | 3 | 0 | 278:189 | 6      | +89   |
| 2     | Griechenland        | 3 | 2 | 1 | 206:213 | 5      | −7    |
| 3     | Kanada              | 3 | 1 | 2 | 222:224 | 4      | −2    |
| 4     | Volksrepublik China | 3 | 0 | 3 | 192:272 | 3      | −80   |

| Datum               | Spielort           | Team 1              | Team 2              | 1. H. | 2. H. | OT | Ergebnis |
| ------------------- | ------------------ | ------------------- | ------------------- | ----- | ----- | -- | -------- |
| Mo. 8. August 1994  | SkyDome            | Kroatien            | Volksrepublik China | 61:41 | 44:32 | —  | 105:73   |
| Mo. 8. August 1994  | Maple Leaf Gardens | Griechenland        | Kanada              | 40:34 | 34:37 | —  | 74:71    |
| Mi. 10. August 1994 | Copps Coliseum     | Kanada              | Kroatien            | 30:45 | 31:47 | —  | 61:92    |
| Mi. 10. August 1994 | Copps Coliseum     | Volksrepublik China | Griechenland        | 30:35 | 31:42 | —  | 61:77    |
| Do. 11. August 1994 | Maple Leaf Gardens | Volksrepublik China | Kanada              | 37:43 | 21:47 | —  | 58:90    |
| Fr. 12. August 1994 | SkyDome            | Kroatien            | Griechenland        | 38:29 | 43:26 | —  | 81:55    |

## Viertelfinalrunde Platz 9 bis 16

### Gruppe III
Die grün unterlegten Mannschaften spielten um Platz 9 bis 12. Die beiden anderen Teams spielten in der Runde um die Plätze 13 bis 16.
| Platz | Team        | S | G | V | Körbe   | Punkte | Diff. |
| ----- | ----------- | - | - | - | ------- | ------ | ----- |
| 1     | Spanien     | 3 | 3 | 0 | 264:179 | 6      | +85   |
| 2     | Argentinien | 3 | 2 | 1 | 266:221 | 5      | +45   |
| 3     | Südkorea    | 3 | 1 | 2 | 229:284 | 4      | −55   |
| 4     | Ägypten     | 3 | 0 | 3 | 199:274 | 3      | −75   |

| Datum               | Spielort       | Team 1      | Team 2      | 1. H. | 2. H. | OT | Ergebnis |
| ------------------- | -------------- | ----------- | ----------- | ----- | ----- | -- | -------- |
| Mo. 8. August 1994  | Copps Coliseum | Spanien     | Südkorea    | 53:39 | 45:18 | —  | 98:57    |
| Mo. 8. August 1994  | Copps Coliseum | Argentinien | Ägypten     | 52:30 | 39:36 | —  | 91:66    |
| Di. 9. August 1994  | Copps Coliseum | Ägypten     | Spanien     | 18:40 | 34:54 | —  | 52:94    |
| Di. 9. August 1994  | Copps Coliseum | Südkorea    | Argentinien | 45:50 | 38:55 | —  | 83:105   |
| Do. 11. August 1994 | Copps Coliseum | Spanien     | Argentinien | 37:34 | 35:36 | —  | 72:70    |
| Do. 11. August 1994 | Copps Coliseum | Südkorea    | Ägypten     | 49:34 | 40:47 | —  | 89:81    |

### Gruppe IV
Die grün unterlegten Mannschaften spielten um Platz 9 bis 12. Die beiden anderen Teams spielten in der Runde um die Plätze 13 bis 16.
| Platz | Team        | S | G | V | Körbe   | Punkte | Diff. |
| ----- | ----------- | - | - | - | ------- | ------ | ----- |
| 1     | Deutschland | 3 | 3 | 0 | 268:226 | 6      | +42   |
| 2     | Brasilien 2 | 3 | 1 | 2 | 236:251 | 4      | −15   |
| 3     | Kuba 2      | 3 | 1 | 2 | 225:239 | 4      | −14   |
| 4     | Angola 2    | 3 | 1 | 2 | 226:239 | 4      | −13   |

| Datum               | Spielort       | Team 1      | Team 2      | 1. H. | 2. H. | OT | Ergebnis |
| ------------------- | -------------- | ----------- | ----------- | ----- | ----- | -- | -------- |
| Mo. 8. August 1994  | Copps Coliseum | Kuba        | Brasilien   | 39:35 | 37:47 | —  | 76:82    |
| Mo. 8. August 1994  | Copps Coliseum | Deutschland | Angola      | 32:45 | 54:31 | —  | 86:76    |
| Di. 9. August 1994  | Copps Coliseum | Angola      | Kuba        | 39:38 | 32:37 | —  | 71:75    |
| Di. 9. August 1994  | Copps Coliseum | Brasilien   | Deutschland | 49:48 | 27:48 | —  | 76:96    |
| Do. 11. August 1994 | Copps Coliseum | Kuba        | Deutschland | 34:39 | 40:47 | —  | 74:86    |
| Do. 11. August 1994 | Copps Coliseum | Brasilien   | Angola      | 44:52 | 34:27 | —  | 78:79    |

### Spiele um Platz 13 bis 16
|  | Halbfinale      | Halbfinale      | Halbfinale      |                   |                   | Spiel um Platz 13 | Spiel um Platz 13 | Spiel um Platz 13 |
|  |                 |                 |                 |                   |                   |                   |                   |                   |
|  | 12. August 1994 |                 |                 |                   |                   |                   |                   |                   |
|  |                 | Südkorea        | 75              |                   |                   | 13. August 1994   | 13. August 1994   | 13. August 1994   |
|  |                 | Angola          | 71              |                   |                   |                   | Südkorea          | 76                |
|  |                 |                 |                 |                   |                   |                   | Ägypten           | 69                |
|  |                 |                 |                 |                   |                   |                   |                   |                   |
|  | 12. August 1994 | 12. August 1994 | 12. August 1994 | Spiel um Platz 15 | Spiel um Platz 15 | Spiel um Platz 15 |                   |                   |
|  |                 | Ägypten         | 69              | 13. August 1994   | 13. August 1994   | 13. August 1994   |                   |                   |
|  |                 | Kuba            | 54              |                   |                   |                   | Angola            | 67                |
|  |                 |                 |                 |                   |                   |                   | Kuba              | 75                |
|  |                 |                 |                 |                   |                   |                   |                   |                   |

| Datum               | Spielort       | Team 1   | Team 2  | 1. H. | 2. H. | OT | Ergebnis |
| ------------------- | -------------- | -------- | ------- | ----- | ----- | -- | -------- |
| Fr. 12. August 1994 | Copps Coliseum | Südkorea | Angola  | 47:46 | 28:25 | —  | 75:71    |
| Fr. 12. August 1994 | Copps Coliseum | Kuba     | Ägypten | 28:34 | 26:35 | —  | 54:69    |
| Sa. 13. August 1994 | Copps Coliseum | Angola   | Kuba    | 38:40 | 29:35 | —  | 67:75    |
| Sa. 13. August 1994 | Copps Coliseum | Südkorea | Ägypten | 41:35 | 35:34 | —  | 76:69    |

### Spiele um Platz 9 bis 12
|  | Halbfinale      | Halbfinale      | Halbfinale      |                   |                   | Spiel um Platz 9  | Spiel um Platz 9 | Spiel um Platz 9 |
|  |                 |                 |                 |                   |                   |                   |                  |                  |
|  | 12. August 1994 |                 |                 |                   |                   |                   |                  |                  |
|  |                 | Spanien         | 90              |                   |                   | 13. August 1994   | 13. August 1994  | 13. August 1994  |
|  |                 | Brasilien       | 85              |                   |                   |                   | Spanien          | 65               |
|  |                 |                 |                 |                   |                   |                   | Argentinien      | 74               |
|  |                 |                 |                 |                   |                   |                   |                  |                  |
|  | 12. August 1994 | 12. August 1994 | 12. August 1994 | Spiel um Platz 11 | Spiel um Platz 11 | Spiel um Platz 11 |                  |                  |
|  |                 | Argentinien     | 85              | 13. August 1994   | 13. August 1994   | 13. August 1994   |                  |                  |
|  |                 | Deutschland     | 71              |                   |                   |                   | Brasilien        | 93               |
|  |                 |                 |                 |                   |                   |                   | Deutschland      | 71               |
|  |                 |                 |                 |                   |                   |                   |                  |                  |

| Datum               | Spielort       | Team 1      | Team 2      | 1. H. | 2. H. | OT | Ergebnis |
| ------------------- | -------------- | ----------- | ----------- | ----- | ----- | -- | -------- |
| Fr. 12. August 1994 | Copps Coliseum | Spanien     | Brasilien   | 43:34 | 47:51 | —  | 90:85    |
| Fr. 12. August 1994 | Copps Coliseum | Argentinien | Deutschland | 44:41 | 41:30 | —  | 85:71    |
| Sa. 13. August 1994 | Copps Coliseum | Brasilien   | Deutschland | 48:42 | 45:29 | —  | 93:71    |
| Sa. 13. August 1994 | Copps Coliseum | Spanien     | Argentinien | 25:39 | 40:35 | —  | 65:74    |

### Spiele um Platz 5 bis 8
|  | Halbfinale      | Halbfinale          | Halbfinale      |                  |                  | Spiel um Platz 5 | Spiel um Platz 5    | Spiel um Platz 5 |
|  |                 |                     |                 |                  |                  |                  |                     |                  |
|  | 13. August 1994 |                     |                 |                  |                  |                  |                     |                  |
|  |                 | Australien          | 95              |                  |                  | 14. August 1994  | 14. August 1994     | 14. August 1994  |
|  |                 | Volksrepublik China | 57              |                  |                  |                  | Australien          | 96               |
|  |                 |                     |                 |                  |                  |                  | Puerto Rico         | 83               |
|  |                 |                     |                 |                  |                  |                  |                     |                  |
|  | 13. August 1994 | 13. August 1994     | 13. August 1994 | Spiel um Platz 7 | Spiel um Platz 7 | Spiel um Platz 7 |                     |                  |
|  |                 | Kanada              | 82              | 14. August 1994  | 14. August 1994  | 14. August 1994  |                     |                  |
|  |                 | Puerto Rico         | 85              |                  |                  |                  | Volksrepublik China | 76               |
|  |                 |                     |                 |                  |                  |                  | Kanada              | 104              |
|  |                 |                     |                 |                  |                  |                  |                     |                  |

| Datum               | Spielort       | Team 1              | Team 2              | 1. H. | 2. H. | OT | Ergebnis |
| ------------------- | -------------- | ------------------- | ------------------- | ----- | ----- | -- | -------- |
| Sa. 13. August 1994 | SkyDome        | Australien          | Volksrepublik China | 44:27 | 51:30 | —  | 95:57    |
| Sa. 13. August 1994 | SkyDome        | Kanada              | Puerto Rico         | 48:47 | 37:35 | —  | 82:85    |
| So. 14. August 1994 | Copps Coliseum | Australien          | Puerto Rico         | 57:42 | 39:36 | —  | 96:83    |
| So. 14. August 1994 | Copps Coliseum | Volksrepublik China | Kanada              | 41:51 | 35:53 | —  | 76:104   |

## Finalrunde
|  | Halbfinale      | Halbfinale         | Halbfinale      |                  |                  | Endspiel         | Endspiel           | Endspiel        |
|  |                 |                    |                 |                  |                  |                  |                    |                 |
|  | 13. August 1994 |                    |                 |                  |                  |                  |                    |                 |
|  |                 | Griechenland       | 58              |                  |                  | 14. August 1994  | 14. August 1994    | 14. August 1994 |
|  |                 | Vereinigte Staaten | 97              |                  |                  |                  | Vereinigte Staaten | 137             |
|  |                 |                    |                 |                  |                  |                  | Russland           | 91              |
|  |                 |                    |                 |                  |                  |                  |                    |                 |
|  | 13. August 1994 | 13. August 1994    | 13. August 1994 | Spiel um Platz 3 | Spiel um Platz 3 | Spiel um Platz 3 |                    |                 |
|  |                 | Russland           | 66              | 14. August 1994  | 14. August 1994  | 14. August 1994  |                    |                 |
|  |                 | Kroatien           | 64              |                  |                  |                  | Kroatien           | 78              |
|  |                 |                    |                 |                  |                  |                  | Griechenland       | 60              |
|  |                 |                    |                 |                  |                  |                  |                    |                 |

| Datum               | Spielort | Team 1             | Team 2             | 1. H. | 2. H. | OT | Ergebnis |
| ------------------- | -------- | ------------------ | ------------------ | ----- | ----- | -- | -------- |
| Sa. 13. August 1994 | SkyDome  | Griechenland       | Vereinigte Staaten | 30:40 | 28:57 | —  | 58:97    |
| Sa. 13. August 1994 | SkyDome  | Russland           | Kroatien           | 31:22 | 35:42 | —  | 66:64    |
| So. 14. August 1994 | SkyDome  | Kroatien           | Griechenland       | 36:32 | 42:28 | —  | 78:60    |
| So. 14. August 1994 | SkyDome  | Vereinigte Staaten | Russland           | 73:40 | 64:51 | —  | 137:91   |

## Siegermannschaft
| Vereinigte Staaten | |
| Vereinigte Staaten | Derrick Coleman (New Jersey Nets); Joe Dumars (Detroit Pistons); Kevin Johnson (Phoenix Suns); Larry Johnson (Charlotte Hornets); Shawn Kemp (Seattle SuperSonics); Dan Majerle (Phoenix Suns); Reggie Miller (Indiana Pacers); Alonzo Mourning (Charlotte Hornets); Shaquille O’Neal (Orlando Magic); Mark Price (Cleveland Cavaliers); Steve Smith (Miami Heat); Dominique Wilkins (Atlanta Hawks) Trainer: Don Nelson (Golden State Warriors) |

## Endstand
| Rang | Mannschaft          | Bilanz |
| ---- | ------------------- | ------ |
| 1    | Vereinigte Staaten  | 8:0    |
| 2    | Russland            | 6:2    |
| 3    | Kroatien            | 7:1    |
| 4    | Griechenland        | 4:4    |
| 5    | Australien          | 5:3    |
| 6    | Puerto Rico         | 3:5    |
| 7    | Kanada              | 4:4    |
| 8    | Volksrepublik China | 2:6    |
| 9    | Argentinien         | 5:3    |
| 10   | Spanien             | 5:3    |
| 11   | Brasilien           | 2:6    |
| 12   | Deutschland         | 5:3    |
| 13   | Südkorea            | 3:5    |
| 14   | Ägypten             | 1:7    |
| 15   | Kuba                | 3:5    |
| 16   | Angola              | 1:7    |

## All-Tournament Team
Bei der Auszeichnung für den MVP nahm ersatzweise Shawn Kemp die von Coca-Cola gesponserte Trophäe, in Form einer Coca-Cola-Flasche, entgegen. Gewinner Shaquille O’Neal war bei Konkurrent Pepsi-Cola unter Vertrag und lehnte die Annahme (Cola-Krieg) ab.
- Shaquille O’Neal (Center) – MVP
- Sergei Basarewitsch (Guard)
- Reggie Miller (Guard)
- Shawn Kemp (Forward)
- Dino Rađa (Forward)

## Top Scorer
- Quelle: [3]

| Rang | Spieler          | ⌀    | Gesamt | Spiele |
| ---- | ---------------- | ---- | ------ | ------ |
| 1    | Andrew Gaze      | 23,9 | 191    | 8      |
| 2    | Dino Rađa        | 22,4 | 179    | 8      |
| 3    | Arijan Komazec   | 19,4 | 155    | 8      |
| 3    | Hur Jae          | 19,4 | 155    | 8      |
| 5    | Paolo de Almeida | 19,4 | 136    | 7      |
| 6    | Moon Kyung-Eun   | 19,0 | 152    | 8      |
| 7    | Richard Matienzo | 18,8 | 94     | 5      |
| 8    | Shaquille O’Neal | 18,0 | 144    | 8      |
| 9    | Marcelo Nicola   | 17,8 | 142    | 8      |
| 10   | Reggie Miller    | 17,1 | 137    | 8      |